# Gian Matteo Fagnini
Gian Matteo Fagnini (Lecco, Llombardia, 11 d'octubre de 1970) és un ciclista italià, ja retirat, que fou professional entre 1994 i 2005.
En el seu palmarès hi ha dues victòries d'etapa al Giro d'Itàlia i una Volta a Colònia. Fagnini va destacar per ser el llençador de dos grans ciclistes com van ser Mario Cipollini i Erik Zabel, als quals va ajudar a guanyar moltes etapes.
Bon velocista, és sobretot conegut per haver estat el llançador de Mario Cipollini (del 1994 al 1999 i el 2004) i Erik Zabel (del 2000 al 2003) ajudant-los a aconseguir nombroses victòries en els esprints massius. Quan els seus líders no disputaven les c curses o havien abandonat també podia lluitar per la victòria en els esprints finals, cosa que passà durant el Giro d'Itàlia de 1998, on va guanyar dues etapes i la classificació final de l'Intergiro.

## Palmarès
- 1990
  - Vencedor de 2 etapes a la Volta a Costa Rica
  - 1r a la Copa d'Hivern
- 1991
  - 1r a la Florència-Viareggio
  - 1r a la Coppa Cicogna
- 1993
  - 1r a la prova en ruta dels Jocs del Mediterrani
  - 1r a la Montecarlo-Alassio
- 1994
  - Vencedor d'una etapa a la Euskal Bizikleta
- 1997
  - Vencedor d'una etapa a la Volta a la Comunitat Valenciana
- 1998
  - Vencedor de 2 etapes al Giro d'Itàlia.  1r de l'Intergiro
- 2001
  - 1r a la Volta a Colònia
- 2002
  - Vencedor d'una etapa a la Volta a Astúries

### Resultats al Tour de França
- 1995. 107è de la classificació general.
- 1996. Abandona (6à etapa)
- 1997. 103è de la classificació general.
- 1998. Abandona (10à etapa)
- 1999. Abandona (9à etapa)
- 2000. 104è de la classificació general.
- 2002. 104è de la classificació general.
- 2004. Abandona (2à etapa)

### Resultats al Giro d'Itàlia
- 1997. Desqualificat (4à etapa)
- 1998. 77è de la classificació general. Vencedor de 2 etapes.  1r de l'Intergiro
- 1999. 86è de la classificació general.

### Resultats a la Volta a Espanya
- 1994. Abandona (10à etapa)